# Скалони, Лионель
Лионе́ль Себастья́н Скало́ни (исп. Lionel Sebastián Scaloni; род. 16 мая 1978[…], Пухато, Санта-Фе) — аргентинский футболист и тренер, выступал на позиции правого защитника. Главный тренер сборной Аргентины.

## Клубная карьера
Лионель Скалони начал карьеру в клубе «Ньюэллс Олд Бойз» в 1995 году. Через год он перешёл в «Эстудиантес» и выступал там два сезона. В 1998 году Скалони перешёл в испанский клуб «Депортиво Ла-Корунья», заплативший за переход аргентинца 2,6 млн евро. Он дебютировал в составе команды 4 января 1998 года в матче с хихонским «Спортингом». Всего за «Депортиво» Скалони выступал 9 лет. Он выиграл с клубом чемпионат, кубок и два суперкубка Испании.
31 января 2006 года Скалони на правах аренды перешёл в английский клуб «Вест Хэм Юнайтед». Причиной ухода Лионеля из «Депортиво» стал конфликт с главным тренером команды, Хоакином Капарросом, и желание иметь игровую практику, чтобы попасть в состав сборной Аргентины на чемпионат мира. 4 февраля Скалони дебютировал в составе клуба в матче с «Сандерлендом». По окончании сезона Скалони вернулся в «Депортиво». 1 сентября 2006 года он вместе с Диего Тристаном по обоюдному согласию с клубом разорвал контракт. 13 сентября 2006 года Скалони заключил контракт с «Расингом» из Сантандера, в котором провёл один сезон.
30 июня 2007 года Скалони перешёл в итальянский «Лацио», подписав контракт на пять лет. Однако уже 26 января 2008 года футболист был отдан в аренду в испанскую «Мальорку». В июне 2009 года Скалони вернулся в «Лацио» по просьбе тренера Давиде Баллардини. Последним клубом в игровой карьере Лионеля стала «Аталанта».

## Карьера в сборной
В 1997 году в составе молодёжной сборной Аргентины выиграл чемпионат мира в Малайзии.
В составе национальной сборной Аргентины Скалони дебютировал 30 апреля 2003 года в игре с Ливией. В 2006 году поехал в составе сборной на чемпионат мира, заменив ветерана Хавьера Санетти, где провёл одну игру против Мексики. Всего за национальную команду сыграл 7 матчей.

## Тренерская карьера
Вскоре после завершения игровой карьеры Скалони начал работу тренером, войдя в штаб Хорхе Сампаоли, сначала в «Севилье», а затем в сборной Аргентины.
2 августа 2018 года Лионель был назначен исполняющим обязанности главного тренера аргентинской сборной после того, как Сампаоли покинул пост. 30 ноября был утверждён в должности на постоянной основе. На Кубке Америки 2019 сборная Аргентины под руководством Скалони завоевала бронзовые медали, обыграв сборную Чили в матче за третье место со счётом 2:1.
На Кубке Америки 2021 аргентинцы одержали победу, обыграв в финале сборную Бразилии со счётом 1:0, и выиграли первый международный турнир с 1993 года.
На чемпионате мира 2022 в Катаре сборная Аргентины обыграла в финале Францию в серии пенальти, вернув себе титул спустя 36 лет.

## Достижения

### В качестве игрока
«Депортиво Ла-Корунья»
- Чемпион Испании: 1999/2000
- Обладатель Суперкубка Испании (2): 2000, 2002
- Обладатель Кубка Испании: 2002

Сборная Аргентины
- Победитель Чемпионата мира среди юношей (до 20 лет): 1997

### В качестве тренера
Сборная Аргентины
- Чемпион мира: 2022
- Обладатель Кубка Америки (2): 2021, 2024
- Победитель Финалиссимы: 2022
- Бронзовый призёр Кубка Америки: 2019

### Личные
- Футбольный тренер года в Южной Америке: 2022
- Обладатель премии FIFA The Best 2022
- Лучший национальный тренер мира по версии IFFHS (2): 2022, 2023

## Тренерская статистика
| Команда           | Начало работы  | Завершение работы | Показатели | Показатели | Показатели | Показатели | Показатели |
| Команда           | Начало работы  | Завершение работы | М          | В          | Н          | П          | % побед    |
| ----------------- | -------------- | ----------------- | ---------- | ---------- | ---------- | ---------- | ---------- |
| Сборная Аргентины | 2 августа 2018 | н. в.             | 85         | 64         | 13         | 8          | 075,29     |
| Итого             | Итого          | Итого             | 85         | 64         | 13         | 8          | 075,29     |